# Peters Jul
Julefortællingen Peters Jul er en samling af digte omhandlende dansk jul i slutningen af 1800-tallet.
Versene er velkendte, og allermest de første strofer af "Før Julen":

Jeg glæder mig i denne tid;
nu falder julesneen hvid,
så ved jeg julen kommer
Min Far hver dag i byen går
og når han kommer hjem, jeg står
og ser hans store lommer.
Den blev udgivet første gang i december 1866. Historien er af Johan Krohn med delvis håndkolorerede tegninger af Otto Haslund og forfatterens bror Pietro Krohn. Førsteudgaven var lille og undseelig, så Johan Krohn nægtede, at den måtte udgives. Den var dog trykt, og da forlaget gik konkurs indvilgede han i, at den alligevel måtte sælges. I årene efter 1866 udvidede han teksten med "efter julen" og i 1870 udkom den udvidede udgave og nu alene med Pietro Krohns tegninger. Udgaven fra 1889 var den første farvetrykte med tegningerne bearbejdede af Frants Henningensen. Den tredje illustrator af Peters Jul er Herluf Jensenius', hvis udgave kom på Gyldendal i 1947.
For mange er Peters Jul indbegrebet af dansk hyggelig jul. Historien følger drengen Peter fra et velstillet hjem hele vejen gennem optakten til julen, over juleaften, nytårsaften og helt til hellig tre konger, hvor julen er endegyldigt ovre, og det gamle visne juletræ køres væk.
I historien er der kræmmerhus og julegås, juletræ og hemmelige julegavepuslerier, levende lys, sne og en rigtig julemand, der sørger for at bringe julen til alle hjem med artige børn. En familie der hygger for hinanden og en gammel bedstemor, der kommer på besøg og fortæller spændende historier, samt den fattige Rasmus der bliver inviteret og får et stykke julekage, et stykke legetøj og Peters ældste trøje. Jo, der er ægte, gammeldags borgerlig julehygge hele vejen igennem bogen.
I 1961 skrev Habakuk en gennemført satirisk parodi på Peters Jul.
Bogen Peters Jul er i 2006 blevet filmatiseret af Jeppe Søe og udgivet på DVD med blandt andre Grethe Sønck og Peter Belli som fortællere. Filmen er optaget i Ribe, Danmarks ældste by, på museet Quedens Gaard, der er autentisk for perioden. Et af Johan Krohns børnebørn er med på filmens bonusspor med samtidshistorier om brødrene Krohn og deres jul i familien.
Digtet Julesangen indeholder teksten til sangen Du grønne, dejlige træ, som undertiden synges til den samme melodi, som kendes fra salmen Det er så yndigt at følges ad, skrevet af C.E.F. Weyse i 1833. Dette er blandt andet blevet en meget populær julesang i Norge (under titlen Du grønne, glitrende tre), oversat til norsk af Nordahl Rolfsen i 1892.